# Culicoides tauricus
Culicoides tauricus är en tvåvingeart som beskrevs av Gutsevich 1959. Culicoides tauricus ingår i släktet Culicoides och familjen svidknott. Inga underarter finns listade i Catalogue of Life.